# Jaime María de Berenguer de Santiago
Jaime María de Berenguer de Santiago (Madrid, 25 d'octubre de 1967) és un polític espanyol, diputat a la xi legislatura de l'Assemblea de Madrid. Ostenta el títol nobiliari de comte de Cifuentes.
Nascut el 25 d'octubre de 1967 a Madrid, afirma ser descendent de Ramon Berenguer IV. Es va doctorar en Psicologia per la Universitat Autònoma de Madrid (UAM), on va treballar com a professor.
Es va presentar com a número 3 de la llista d'Unió Progrés i Democràcia (UPyD) per a les eleccions municipals de 2011 a Madrid i va resultar elegit regidor de l'Ajuntament de Madrid.
Inclòs al número 2 de la llista d'UPyD per a les eleccions municipals de 2015 a Madrid, no va renovar la seva acta de regidor. Al febrer de 2016 va anunciar que s'havia donat de baixa de la formació magenta.
Incorporat a les hosts del partit ultradretà Vox, el comte de Cifuentes va obtenir un escó de diputat de l'Assemblea de Madrid a les eleccions autonòmiques de maig de 2019.